# Gouvernement Arista
Cet article présente la composition du gouvernement mexicain sous le président Mariano Arista, il est l'ensemble des secrétaires du gouvernement républicain du Mexique. Il est ici présenté dans l'ordre protocolaire. Actuellement les membres du gouvernement exécutif du Mexique ne prennent pas le titre de ministre mais celui de secrétaire.

## Liste des ministres
| - Ministre des Relations Extérieures du Mexique - (1851 - 1851): Mariano Yañez - (1851 - 1851): José María Ortíz Monasterio - (1851 - 1851): Mariano Macedo - (1851 - 1852): José Fernando Ramírez - (1852 - 1852): José Urbano Fonseca - (1852 - 1852): José Fernando Ramírez - (1852 - 1852): José Miguel Arroyo - (1852 - 1852): Mariano Yañez - (1852 - 1853): José Miguel Arroyo - Ministre de la Justice du Mexique - (1851 - 1851) : José María Aguirre - (1851 - 1851) : José María Durán - (1851 - 1852) : José Urbano Fonseca - (1852 - 1852) : José María Aguirre - (1852 - 1852) : José María Durán - (1852 - 1853) : Ponciano Arriaga - Ministre de la Guerre et de la Marine du Mexique - (1851 - 1852) : Manuel Robles Pezuela - (1852 - 1852) : Manuel María de Sandoval - (1852 - 1853) : Pedro María Anaya | - Ministre des Finances du Mexique - (1851 - 1851) : Manuel Payno - (1851 - 1851) : José Luis Huci - (1851 - 1851) : José Ignacio Esteva y González - (1851 - 1851) : José María Aguirre - (1851 - 1851) : Mariano Yáñez - (1851 - 1851) : Manuel Piña y Cuevas - (1851 - 1852) : Marcos Esparza - (1852 - 1853) : Guillermo Prieto |